# Al-Musta'sim
Al-Musta'sim Billah (volledige naam: al-Musta'sim-Billah Abu-Ahmad Abdullah bin al-Mustansir-Billah; Arabisch: المستعصم بالله أبو أحمد عبد الله بن المستنصر بالله; Bagdad, 1213 - 20 februari 1258) was de 37ste en laatste kalief van Kalifaat van de Abbasiden. Hij regeerde vanaf 1242 tot aan zijn dood in 1258.

## Biografie
In 1242 volgde Al-Musta'sim zijn vader Al-Mustansir op als Kalief van het Kalifaat van de Abbasiden. Latere chroniqueurs waren niet positief in hun oordeel over de regering van Al-Musta'sim. Hij wordt omschreven als een man die toegewijd was aan plezier, vrouwen en het spelen met vogels. Tevens had hij een slecht oordeelsvermogen, was hij besluiteloos en niet geschikt om te regeren. Al-Musta'sim liet veel regeringszaken doen door zijn vizier Ibn Al-Aqami.
Tijdens zijn regering werd Al-Musta'sim geconfronteerd met agressie van het Mongoolse Rijk. De Mongolen vroegen aanvankelijk steun van de kalief in hun strijd tegen de Assassijnen, maar toen Al-Musta'sim deze weigerde verlegde de Mongoolse krijgsheer Hulagu vervolgens zijn aandacht naar Bagdad en Al-Musta'sim. Hulagu eiste dat Al-Musta'sim zich onderwierp aan de Mongolen, maar deze weigerde dat ook en maakte bedreigingen die hij niet waar kon maken. Op 29 januari 1258 bereikte het Mongoolse leger de poorten van Bagdad en begon het beleg. Nadat de stadsmuren waren ingenomen kwam Al-Musta'sim op 10 februari naar buiten om zich over te geven aan Hulagu. Hij was vervolgens getuige van de massaslachting die volgde na de overgave. Na zijn overgave werd Al-Musta'sim en zijn familie gevangen gezet in een tent buiten de stad. Op 20 februari verliet Hulagu Bagdad en liet hij Al-Mustasim ter dood brengen. Er bestaan verschillende verhalen over de dood van Al-Mustasim, maar de meest waarschijnlijke versie is dat de kalief in een leren zak werd gestopt en vervolgens doodgeschopt werd.
Met de dood van Al-Musta'sim kwam er een einde aan het Abbasidische Kalifaat. Enkele jaren na zijn dood installeerden de Mammelukken een Abbasidische kalief in Caïro. De positie van kalief werd toen geschonken aan een verwant van Al-Musta'sim.